# Avon Circuit Championships 1979
L'Avon Circuit Championships 1979 è stato un torneo di tennis femminile che si è giocato al Madison Square Garden di New York negli USA dal 21 al 25 marzo su campi in sintetico indoor. È stata la 8ª edizione del torneo di fine anno di singolare, la 6a del torneo di doppio.

## Campionesse

### Singolare
Martina Navrátilová ha battuto in finale  Tracy Austin con il punteggio di 6–3, 3–6, 6–2

### Doppio
Françoise Dürr /  Betty Stöve hanno battuto in finale  Sue Barker /  Ann Kiyomura con il punteggio di 7–6, 7–6